# Volley Bergamo
Volley Bergamo 1991 (före 2021 Volley Bergamo) är en volleybollklubb (damer) från Bergamo, Italien. Klubben bildades 1991 och gjorde debut i serie A1 (högsta serien) 1994/1995. De har vunnit det italienska mästerskapet åtta gånger, den italienska cupen sex gånger och CEV Champions League  fyra gånger (sju gånger medräknat dess föregångare europacupen).
Av sponsorsskäl har klubben genom åren använt ett antal olika namn vid marknadsföringen av laget: Volley Bergamo (1991–1992), Foppapedretti Bergamo (1992–2000), Radio 105 Foppapedretti Bergamo (2000–2006), Play Radio Foppapedretti Bergamo (2006–2007), Foppapedretti Bergamo (2007–2010), Norda Foppapedretti Bergamo (2010–2012), Foppapedretti Bergamo (2012–2018) och     Zanetti Bergamo (2018– )